# Tanaecia godartii
Tanaecia godartii är en fjärilsart som beskrevs av Gray 1846. Tanaecia godartii ingår i släktet Tanaecia och familjen praktfjärilar. Inga underarter finns listade i Catalogue of Life.

## Bildgalleri

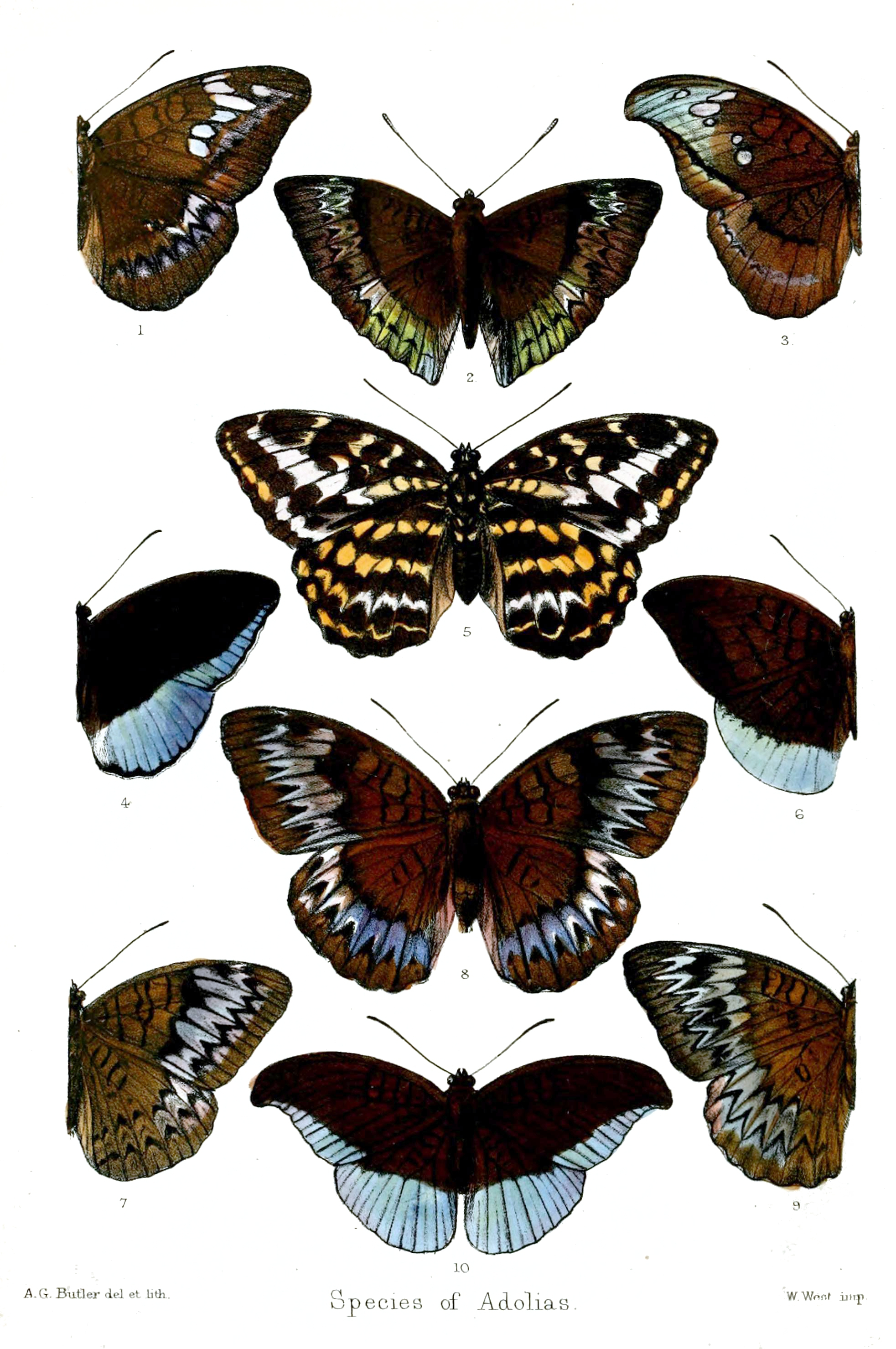